# Lingxia, Fujian
Lingxia (kinesiska: 岭下)  är en socken i sydöstra Kina. Den ligger i Pingnan härad i staden Ningde i provinsen Fujian, omkring 120 kilometer norr om provinshuvudstaden Fuzhou. Antalet invånare är 7 755. Befolkningen består av 3 667 kvinnor och 4 088 män. Barn under 15 år utgör 16,0 %, vuxna 15-64 år 72 %, och äldre över 65 år 10,0 %.